# Municipio de Lincoln (condado de Washington, Kansas)
El municipio de Lincoln (en inglés: Lincoln Township) es un municipio ubicado en el condado de Washington en el estado estadounidense de Kansas. En el año 2010 tenía una población de 55 habitantes y una densidad poblacional de 0,59 personas por km².

## Geografía
El municipio de Lincoln se encuentra ubicado en las coordenadas 39°36′10″N 96°51′13″O / 39.60278, -96.85361. Según la Oficina del Censo de los Estados Unidos, el municipio tiene una superficie total de 93.2 km², de la cual 92,9 km² corresponden a tierra firme y (0,32 %) 0,3 km² es agua.

## Demografía
Según el censo de 2010, había 55 personas residiendo en el municipio de Lincoln. La densidad de población era de 0,59 hab./km². De los 55 habitantes, el municipio de Lincoln estaba compuesto por el 92,73 % blancos, el 7,27 % eran de otras razas. Del total de la población el 7,27 % eran hispanos o latinos de cualquier raza.